# Las Heras (glaciär)
Las Heras är en glaciär i Antarktis. Den ligger i Västantarktis. Argentina, Chile och Storbritannien gör anspråk på området. Las Heras ligger 11 meter över havet.
Terrängen runt Las Heras är mycket platt. Trakten är obefolkad. Det finns inga samhällen i närheten.